# Arachnodes fulgens
Arachnodes fulgens là một loài bọ cánh cứng trong họ Bọ hung (Scarabaeidae).